# Niemojki (gromada 1969–1972)
Niemojki – dawna gromada, czyli najmniejsza jednostka podziału terytorialnego Polskiej Rzeczypospolitej Ludowej w latach 1954–1972.
Gromady, z gromadzkimi radami narodowymi (GRN) jako organami władzy najniższego stopnia na wsi, funkcjonowały od reformy reorganizującej administrację wiejską przeprowadzonej jesienią 1954 do momentu ich zniesienia z dniem 1 stycznia 1973, tym samym wypierając organizację gminną w latach 1954–1972.
Gromadę Niemojki z siedzibą GRN w Niemojkach utworzono 1 stycznia 1969 w powiecie łosickim w woj. warszawskim z obszaru zniesionej gromady Łysów oraz wsi Dzięcioły, Lipiny, Niemojki, Nowosielc i Patków ze zniesionej gromady Zakrze w tymże powiecie.
Gromada przetrwała do końca 1972 roku, czyli do kolejnej reformy gminnej.
Uwaga: Gromada Niemojki (o innym składzie) istniała w powiecie łosickim (oraz początkowo w siedleckim) także w latach 1954–1961.